# 上游开放阅读框

具uORF的mRNA示意圖

上游开放阅读框（Upstream open reading frame，簡稱uORF）是位於真核生物mRNA5′非翻译区（5′ UTR）的開放閱讀框（ORF），可調控（一般為抑制）mRNA主要ORF的轉譯，少數案例中（如酵母菌的Gcn4基因）uORF則可促進主要開放閱讀框的轉譯，為細胞調控基因表現的機制之一。
人類基因中約有50%在mRNA的5′ UTR具有uORF，一般長2至100個密碼子，多為抑制主要開放閱讀框的轉譯，有些mRNA含有超過一個uORF。uORF的異常可能與癌症及數種遺傳疾病有關。

## 機制
轉譯起始時43S起始前複合物會自mRNA的5′往3′移動以尋找起始密碼子，遇到uORF的起始密碼子時即會開始轉譯，轉譯uORF時核糖體可能發生停滯（並啟動无义介导的mRNA降解），或在結束轉譯後脫離mRNA，不再繼續轉譯下游的主要ORF，因此抑制主要ORF的基因表現，40S核糖体亚基也可能在完成uORF的轉譯時繼續結合在mRNA上並往3′移動，找到主ORF的起始密碼子並重新啟動轉譯。長度較長、距主要ORF較近或具核酸二級結構而促使核糖體停滯的uORF較易抑制主ORF的轉譯。
43S起始前複合物尋找起始密碼子時，某些情況下也會跳過uORF，直接轉譯主要的開放閱讀框，此機制與uORF的位置與周邊序列有關。另外許多uORF的起始密碼子並非AUG，而是其他類似的密碼子，其中以CUG最多，其次為GUG（約與AUG數量相等），再次為UUG。
uORF轉譯生成的多肽產物可由質譜儀測得，其中有些可參與轉譯調控，或與細胞中其他蛋白結合而影響其他反應。